# Ekonomia ewolucyjna
Ekonomia ewolucyjna – termin określający koncepcje ekonomiczne rozwijane od początków XX wieku, które dopuszczają możliwość wyjaśniania procesów gospodarczych przez analogię z procesem ewolucji zachodzącym w środowisku przyrodniczym.

## Opis
Ekonomia ewolucyjna nawiązywała do koncepcji Karola Darwina, Jeana Lamarcka, Herberta Spencera i była skierowana przeciw metodzie oraz paradygmatowi ekonomii neoklasycznej, w szczególności instytucjonalizmowi. W opozycji do niej, za przedmiot nauki ekonomii, ekonomia ewolucyjna uznaje poznanie motywów działalności ludzi w procesie gospodarowania, określenie zasad rozwoju gospodarczego oraz zrozumienie istoty aktywności podmiotów gospodarczych i mechanizmów kierujących tą aktywnością za pomocą narzędzi nauk przyrodniczych, a nie mechaniki.
Ekonomia ewolucyjna nie izoluje sfery ekonomicznej aktywności ludzi od wpływu innych czynników, np. psychologicznych, kulturowych, socjologicznych, klimatycznych, politycznych i technologicznych. Analizuje proces gospodarczy w jego ruchu, czyli w dążeniu do równowagi nieustannie zakłócanej przez rozmaite czynniki. Podkreśla ograniczoność wiedzy ludzkiej, co ma wpływ na decyzje jednostki, które nie mogą być optymalne. 
Konkurencję pojmuje w kategoriach walki właściwej dla świata przyrody, w której sukces odnosi osobnik bardziej przystosowany. Innowacje zwiększające stopień przystosowania przedsiębiorstwa (nowa technologia, sposób organizacji pracy, itd.) wypiera „gorsze“ istniejące rozwiązania powodując eliminację przedsiębiorstw, które nie przyswoiły danej innowacji. Efektem tak przedstawionej naturalnej selekcji przedsiębiorstw jest rozwój gospodarczy.
Ekonomia ewolucyjna ma duże osiągnięcia w zakresie analizy mikroekonomicznej, niewielkie zaś w makroekonomii. Modelowanie zjawisk ewolucyjnych było do niedawna technicznie niemożliwe, więc pierwsze modele formalne pozwalających na analizę w skali całej gospodarki, lub przynajmniej jej gałęzi rozwinięto dopiero w latach 80. (Nelson i Winters). 
Niektóre koncepcje ekonomii ewolucyjnej, przede wszystkim uwzględnianie innowacji w tworzonych modelach, zostały przejęte przez kierunki ekonomii głównego nurtu. Rozmaitość koncepcji stanowi przeszkodę w przekształceniu się ekonomii ewolucyjnej w szkołę ekonomiczną, posiadającą określony paradygmat.

## Autorzy
- Joseph Schumpeter – ekonomista austriacki, autor Teorii rozwoju gospodarczego (1911).
- Richard Nelson, Sidney Winter – ekonomiści amerykańscy, autorzy An Evolutionary Theory of Economic Change (1982).